# هوم‌پاد
هوم‌پاد (به انگلیسی: HomePod) گونه‌ای بلندگوی هوشمند ساخت شرکت اپل است و رقیب آمازون‌اکو و گوگل هوم به حساب می‌آید. هوم‌پاد برای نخستین بار به تاریخ ۵ ژوئن ۲۰۱۷ در کنفرانس جهانی توسعه‌دهندگان اپل معرفی شد و تاریخ عرضه آن، که در دو رنگ سفید و خاکستری فضایی خواهد بود، ماه دسامبر ۲۰۱۷ در نظر گرفته شده است.

## طراحی
بلندگوی هوم‌پاد از ایرپلی ۲ پشتیبانی کرده و واحد پردازنده مرکزی آن نیز اپل آ۸ است و نرم‌افزار راننده آن نیز سیری است.
در بالای دستگاه یک موج‌شکل پویا، همانند آنچه در دیگر دستگاه‌های این شرکت زمانی که سیری فعال می‌شود، به نمایش در می‌آید.
در قسمت زیرین هوم‌پاد، ۷ عدد توویتر و یک ووفر که در بالای آن‌ها واقع است، قرار دارد. نرم‌افزار این دستگاه قادر است با دستکاری صوت، آکوستیک صدا را با محیط اطراف تطبیق داده و بهترین خروجی صدا را داشته باشد.

## حریم خصوصی
پس از رونمایی از هوم‌پاد توسط اپل، این پرسش شبهه‌مند مطرح شد که آیا دستگاه به طور دائم صداها را ضبط و به اپل مخابره می‌کند یا تنها هنگامی که دستور "هِی سیری" را دریافت کند چنین می‌کند. اپل پاسخ داده که دستگاه تنها پس از شنیدن دستور اقدام به مخابره فرمان‌ها می‌کند.